# Phormingochilus tigrinus
Phormingochilus tigrinus é uma espécie de aranha pertencente à família Theraphosidae (tarântulas).